# 前270年代
| 千纪： | 前1千纪 |
| 世纪： | 前4世纪 \| 前3世纪 \| 前2世纪                                                                              |
| 年代： | 前300年代 \| 前290年代 \| 前280年代 \| 前270年代 \| 前260年代 \| 前250年代 \| 前240年代                    |
| 年份： | 前279年 \| 前278年 \| 前277年 \| 前276年 \| 前275年 \| 前274年 \| 前273年 \| 前272年 \| 前271年 \| 前270年 |

前270年代從前279年1月1日開始，於前270年12月31日結束。

## 大事记
- 公元前279年，樂毅圍即墨五年。燕昭王卒，子燕惠王嗣位。即墨大夫田單施離間計，燕惠王使騎劫代樂毅為將，樂毅奔趙。田單用火牛反攻，斬騎劫，大破燕軍，盡復七十城，迎齐襄王田法章入臨淄。齊孟嘗君田文卒。
- 公元前278年，秦大將白起攻楚，陷其國都郢都，楚遷都陳丘。
- 公元前277年，魏昭王卒，子魏安釐王嗣位。
- 公元前276年，魏安釐王魏圉封弟魏無忌為信陵君。
- 公元前274年，魯湣公卒，子魯頃公嗣位。
- 公元前273年，秦魏華陽之战。韓釐王卒，子韓桓惠王嗣位。印度孔雀王朝阿育王嗣位。
- 公元前272年，燕惠王卒，子燕武成王嗣位。
- 公元前270年，秦任魏國人范睢為客卿。